# Lanslevillard
Lanslevillard est une ancienne commune française située en Haute Maurienne, dans le département de la Savoie, en région Auvergne-Rhône-Alpes. Une partie de son territoire accueille la station de sports d'hiver de Val Cenis Vanoise.
Elle fusionne le 1er janvier 2017 avec les communes de Bramans, Lanslebourg-Mont-Cenis, Sollières-Sardières et Termignon pour former la commune nouvelle de Val-Cenis.

## Géographie

### Localisation
Lanslevillard est un village situé à 1 500 m, au pied du col du Mont-Cenis, dans la Haute-Maurienne, au sud de la Vanoise à 26 kilomètres au nord-est de Modane.
| Termignon              |               | Bessans |
|                        | Lanslevillard |         |
| Lanslebourg-Mont-Cenis |               |         |

### Hydrographie
Rivière l'Arc.

## Toponymie
Le nom de la commune et de la paroisse de Lanslevillard trouverait son origine dans le patronyme Lanzo, Lanz, Lans d'après le chanoine Adolphe Gros ou Lancius d'après Charles Marteau. Il semble que l'association du titre Le villard (des termes latins villaris, villare, désignant une maison de campagne) à celui de Lans ait été réalisée afin de le distinguer de la paroisse de Lanslebourg. Ces deux paroisses n'en formait néanmoins qu'une seule vers le XIIe siècle.
On trouve mention de la paroisse dès 1093 avec les termes In superiori Lancio ou encore Ecclesia de Lanzo superiore en 1126,. En 1151, elle est citée sous les désignations Ecclesia de Villario, puis Ecclesia de superiori Lancio en 1204 et 1233,. Le Villar(d) a donc été ajouté à partir du XIIe siècle. À la fin du XIIIe siècle, la paroisse est désignée par Magiester Joannes de Lancio Villario (1293),. Au XIVe siècle, elle devient Curatus Lancei Villaris ou Parrochia Lancei Villaris in Mauriana (1357),. Il faut attendre le XVIe siècle pour voir apparaître la forme moderne de Lanslevillard, voire un dérivé, Lanslevilar, en 1729, parfois Lans-Le-Villard,.
En francoprovençal ou arpitan savoyard, le nom de la commune s'écrit « Lo Velâr » et se prononce [lɔ vlɑː(r)] (retranscrit selon la norme API) et « Lô Vlâr » (transcrit selon la graphie semi-phonétique de Conflans).

## Histoire

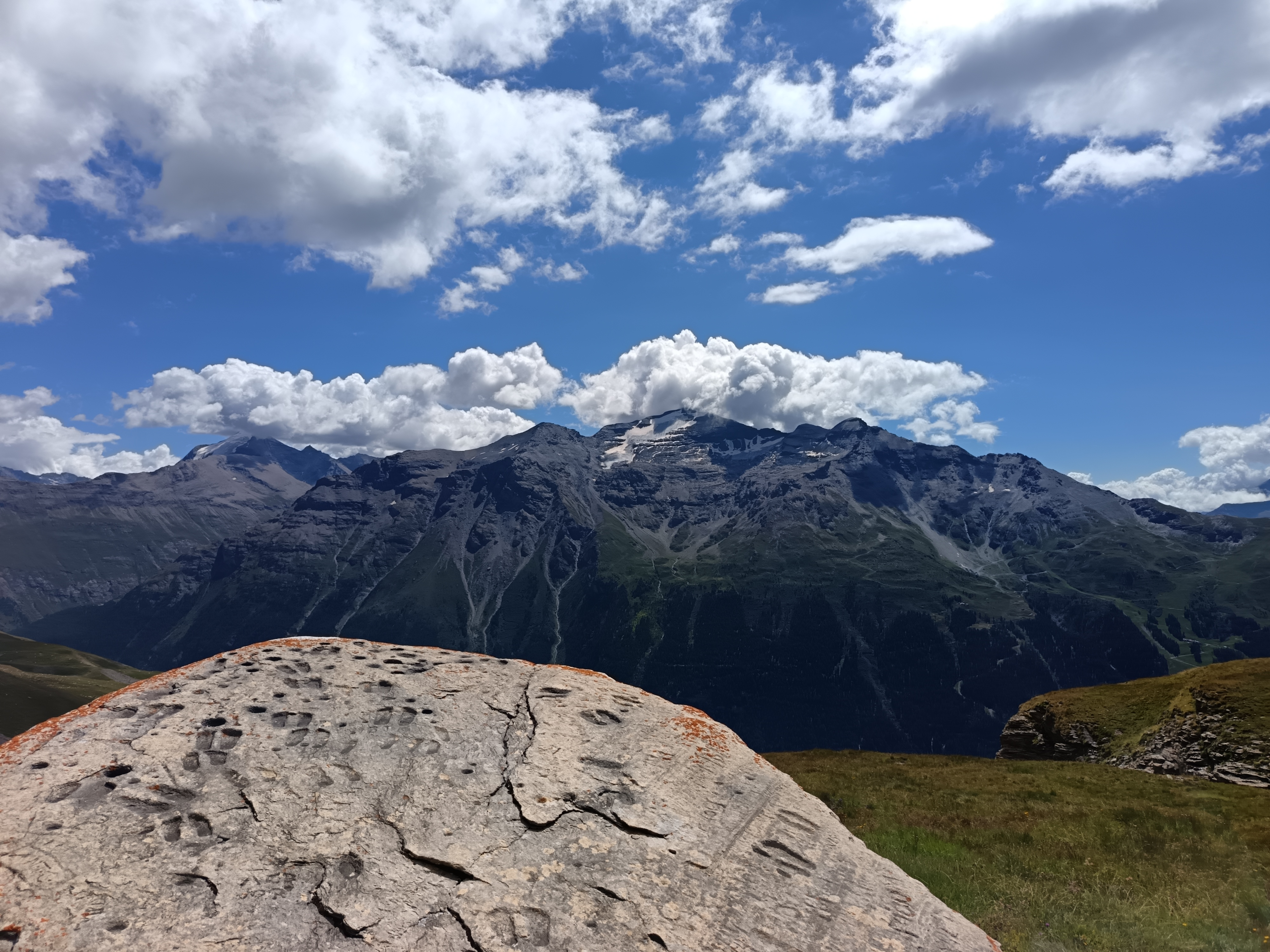
La Pierre aux Pieds.

La présence humaine en Maurienne et à Lanslevillard remonte à La Tène, notamment avec la présence de nécropoles au lieu-dit l’Adroit. L'Art rupestre est très développé, en particulier autour des gravures rupestres du Grand roc noir, sur les communes de Termignon, Lanslebourg, Lanslevillard et Bessans. Le territoire de la commune de Lanslevillard  possède deux pierres à cupules classées Monument historique depuis 1911 :
- la Pierre aux Pieds, située à 2 750 m, sur le plateau de Pisselerand, sur laquelle on peut observer une cinquantaine de cupules, ainsi qu'une trentaine d'empreintes de pieds humains ;
- la Pierre de Chantelouve ou Pierre des Saints, située à 2 100 m, sur laquelle on peut observer 150 cupules.

Avant la conquête romaine, la haute-vallée de Maurienne est peuplée principalement par les Médulles depuis le IIIe siècle. Vaincus en - 16, ils sont intégrés à l'Empire. Les Romains construisent alors la Via Francigena, reliant Canterbury à Rome (pèlerinage de Rome), qui passe par le col du Mont-Cenis.
Pendant la période de la Révolution française, les troupes françaises pénètrent en Savoie. Le général Sarret remonte la Maurienne jusqu'au fond de la vallée en avril 1794. Il est stoppé par des soldats savoyards de la Maison de Savoie. Cet échec militaire est une joie dans les villages de Lanslevillard et de Lanslebourg. Face à l'hostilité des Mauriennais, l'armée révolutionnaire déporte les habitants à Fort-Barraux (Barraux), le 19/20 avril 1794. Ils reviendront le 2 juillet.
Autrefois, on ne passait pas le col du Mont-Cenis sans un « Marron » qui étaient des guides qui aidaient en toutes saisons le voyageur le long des sentiers sinueux, pour accéder à l'Italie. Aujourd'hui, le promeneur peut toujours accéder au col par le « chemin de La Ramasse » que dévalaient jadis les Marrons. L'hiver, montés sur des fagots de bois, le principe fut adapté plus tard en sorte de chaise de frein.
En 1812, le docteur Balthazard Claraz sauve la vie du pape Pie VII lors de son passage à l'hospice du Mont-Cenis, à l'occasion de son transfert secret de Savone à Fontainebleau, où il sera prisonnier du 20 juin 1812 au 23 janvier 1814.
Durant la Seconde Guerre mondiale, les Italiens puis les Allemands occupent durablement le village, qui sera délibérément détruit lors de leur retraite, brûlant pendant deux semaines en octobre 1944.

## Politique et administration
Lanslevillard est une des 20 communes du canton de Modane.

### Liste des maires
| Période                                  | Période       | Identité                | Étiquette | Qualité                               |
| ---------------------------------------- | ------------- | ----------------------- | --------- | ------------------------------------- |
| Les données manquantes sont à compléter. |               |                         |           |                                       |
| 1868                                     | 1877          | Côme Turbil             | ...       | Cultivateur                           |
| 1878                                     | fév 1881      | Célestin Filliol        | ...       | Cultivateur                           |
| fév 1881                                 | mai 1896      | Côme Damien Turbil      | ...       | Cultivateur                           |
| 1929                                     | 1935          | Valentin Charles Claraz | ...       | Directeur de l'école de Lanslevillard |
| 1947                                     | 1980          | Maurice Filliol         | ...       | Commerçant                            |
| mars 2001                                | mars 2008     | Jean Bianchi            | ...       | Président SIVOM Val Cenis             |
| mars 2008                                | mars 2014     | Josette Filliol         | ...       | ...                                   |
| mars 2014                                | décembre 2016 | Paul Chevallier         |           |                                       |
| mars 2020                                | En cours      | Jacqueline Ménard       |           |                                       |

## Population et société

### Démographie
L'évolution du nombre d'habitants est connue à travers les recensements de la population effectués dans la commune depuis 1793. Pour les communes de moins de 10 000 habitants, une enquête de recensement portant sur toute la population est réalisée tous les cinq ans, les populations de référence des années intermédiaires étant quant à elles estimées par interpolation ou extrapolation. Pour la commune, le premier recensement exhaustif entrant dans le cadre du nouveau dispositif a été réalisé en 2008.

En 2014, la commune comptait 469 habitants, en évolution de +3,76 % par rapport à 2008 (Savoie : +3,63 %, France hors Mayotte : +2,11 %).
| 1793 | 1800 | 1806 | 1822 | 1838 | 1848 | 1858 | 1861 | 1866 |
| ---- | ---- | ---- | ---- | ---- | ---- | ---- | ---- | ---- |
| 427  | 396  | 448  | 499  | 571  | 573  | 530  | 555  | 541  |

| 1872 | 1876 | 1881 | 1886 | 1891 | 1896 | 1901 | 1906 | 1911 |
| ---- | ---- | ---- | ---- | ---- | ---- | ---- | ---- | ---- |
| 566  | 572  | 567  | 582  | 545  | 532  | 521  | 494  | 461  |

| 1921 | 1926 | 1931 | 1936 | 1946 | 1954 | 1962 | 1968 | 1975 |
| ---- | ---- | ---- | ---- | ---- | ---- | ---- | ---- | ---- |
| 384  | 360  | 377  | 350  | 302  | 316  | 280  | 429  | 306  |

| 1982 | 1990 | 1999 | 2006 | 2008 | 2013 | 2014 | - | - |
| ---- | ---- | ---- | ---- | ---- | ---- | ---- | - | - |
| 371  | 392  | 431  | 447  | 452  | 467  | 469  | - | - |

## Économie
Lanslevillard est un village agropastoral converti au tourisme.
Il est situé au sud du massif de la Vanoise en face du parc de la Vanoise. Depuis 1967, la commune de Lanslevillard en association avec les communes voisines de Lanslebourg-Mont-Cenis et Termignon-la-Vanoise, offre un domaine skiable de 125 km, unique, étendu sur les trois communes et dont le nom est Val Cenis Vanoise.
En 2014, la capacité d'accueil de la commune, estimée par l'organisme Savoie Mont Blanc, est de 9 415 lits touristiques répartis dans 313 structures. Les hébergements se répartissent comme suit : 208 meublés ; 4 résidences de tourisme ; 2 hôtels ; une structure d'hôtellerie de plein air ; 4 centres ou villages de vacances/auberges de jeunesse ; un refuge ou gîte d'étape et une chambre d'hôtes.

## Culture locale et patrimoine

### Espaces verts et fleurissement
La commune obtient une fleur au concours des villes et villages fleuris en 2015.

### Lieux et monuments
- L'église Saint-Michel, classée monument historique depuis 1991. Elle présente un très beau mobilier de l'Art baroque savoyard des XVIIe, XVIIIe et XIXe siècles, avec en particulier le retable du Rosaire, un chef-d'œuvre du maître Jean Clappier qui l'a sculpté en 1626 et l'année suivante par un diptyque[15].
- Une douzaine de chapelles (classées au MH depuis 1994), témoin de la vie paroissiale de la commune du XVIe au XIXe siècle. Les chemins de l'histoire sont un circuit libre qui relie douze chapelles rénovées dont chacune est consacrée à un thème ou à une période, l'ensemble permettant de faire découvrir l'histoire de la commune et de la haute-vallée de la Maurienne :
  - chapelle Saint-Antoine (inscription au MH par arrêté du 7 juin 1994) ;
  - chapelle Sainte-Anne (inscription au MH par arrêté du 7 juin 1994) ;
  - chapelle Saint-Roch (inscription au MH par arrêté du 7 juin 1994) ;
  - chapelle de la Madeleine (inscription au MH par arrêté du 7 juin 1994) ;
  - chapelle Saint-Étienne (inscription au MH par arrêté du 7 juin 1994) ;
  - chapelle Sainte-Agathe (inscription au MH par arrêté du 7 juin 1994) ;
  - chapelle Saint-Genix (inscription au MH par arrêté du 7 juin 1994) ;
  - chapelle Saint-Pierre et le pont sur le ruisseau de l'Arcelle Neuve (inscription au MH par arrêté du 7 juin 1994) ;
  - chapelle Saint-Laurent (inscription au MH par arrêté du 7 juin 1994) ;
  - chapelle Notre-Dame de la Salette (inscription au MH par arrêté du 7 juin 1994) ;
  - chapelle Saint-Jean-Baptiste (inscription au MH par arrêté du 7 juin 1994).
- Chapelle Saint-Sébastien du XVe siècle[15] (classée au MH depuis 1896).
- Chapelle Sainte-Marie-Madeleine.
- Pierre à cupules dite Pierre de Chantelouve[16].
- La Pierre aux Pieds à 2 750 m est un rocher blanc gravé de nombreuses cupules — évidées il y a 3 000 ans par percussion puis rotation d'outils de pierre — et de dizaines de traces de pieds gravés orientés vers le soleil levant.

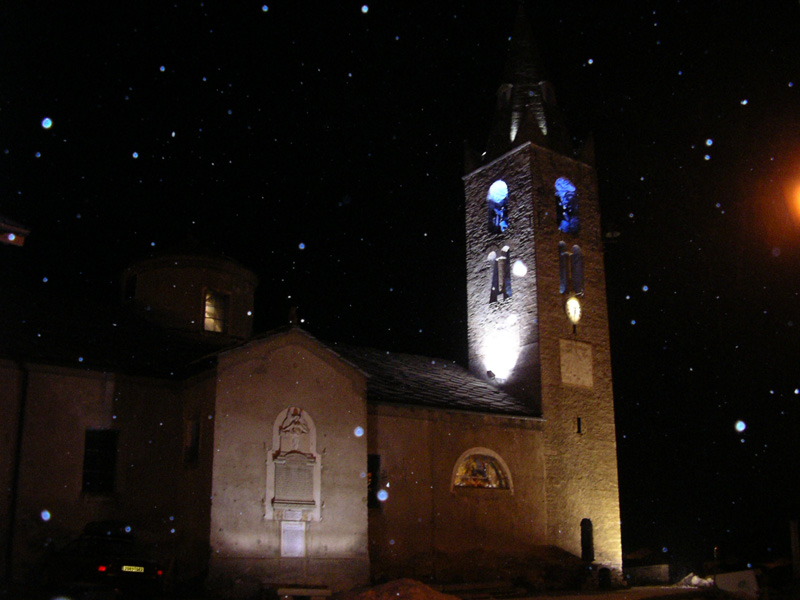
Clocher du village.
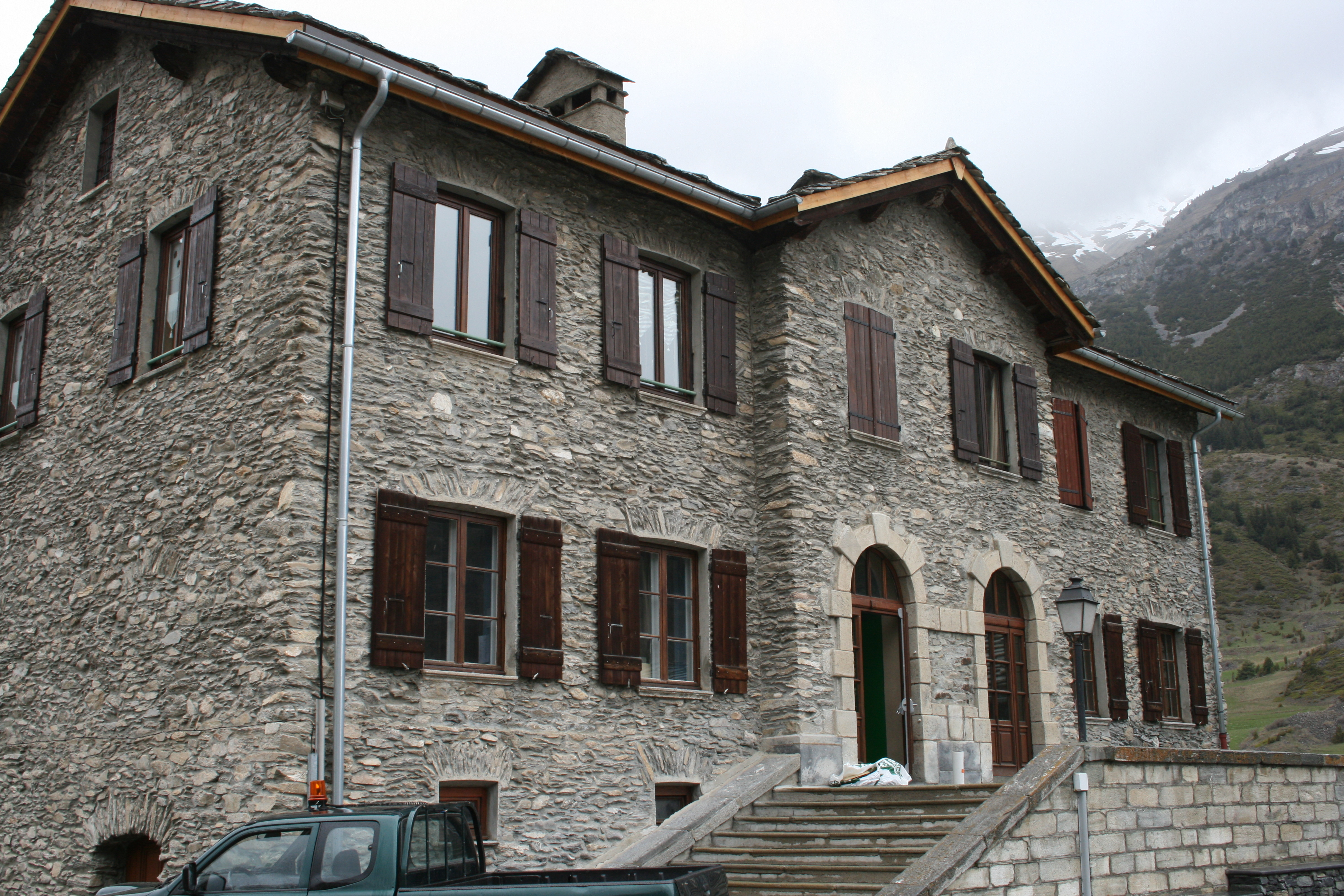
Ancienne mairie, de nos jours école du village.
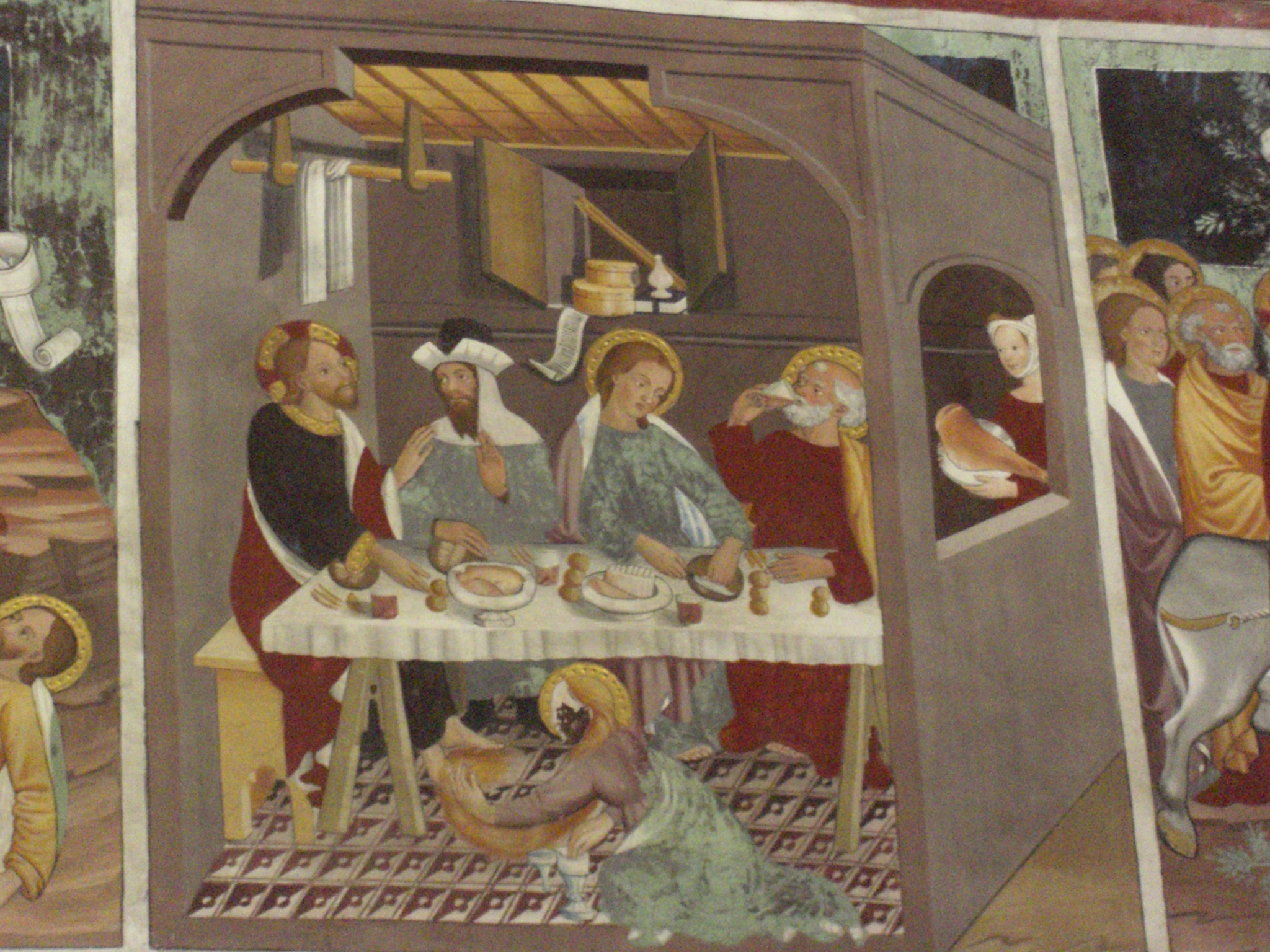
Chapelle Saint-Sébastien de Lanslevillard : peinture murale (XVe siècle).
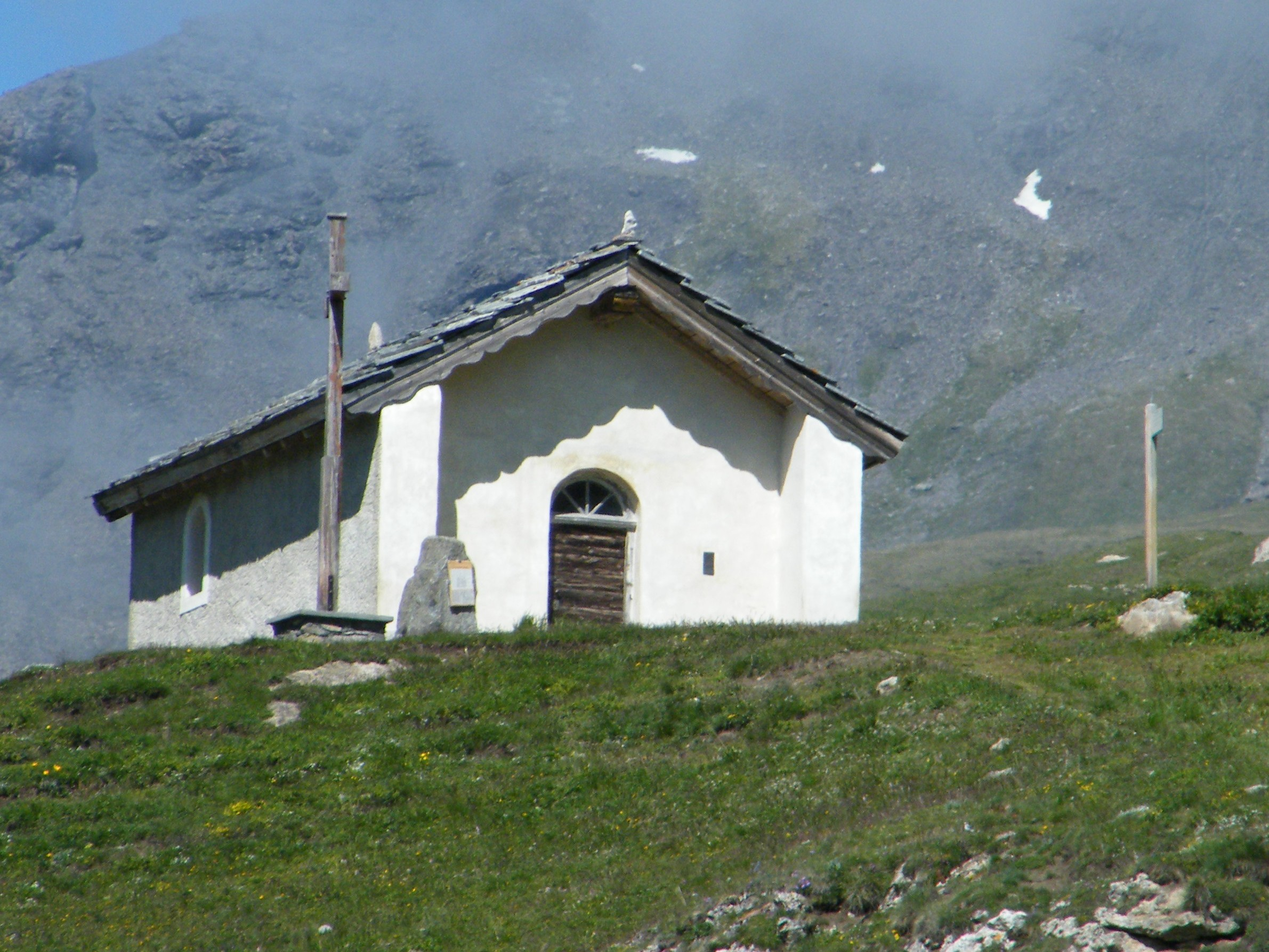
Chapelle Saint-Antoine.
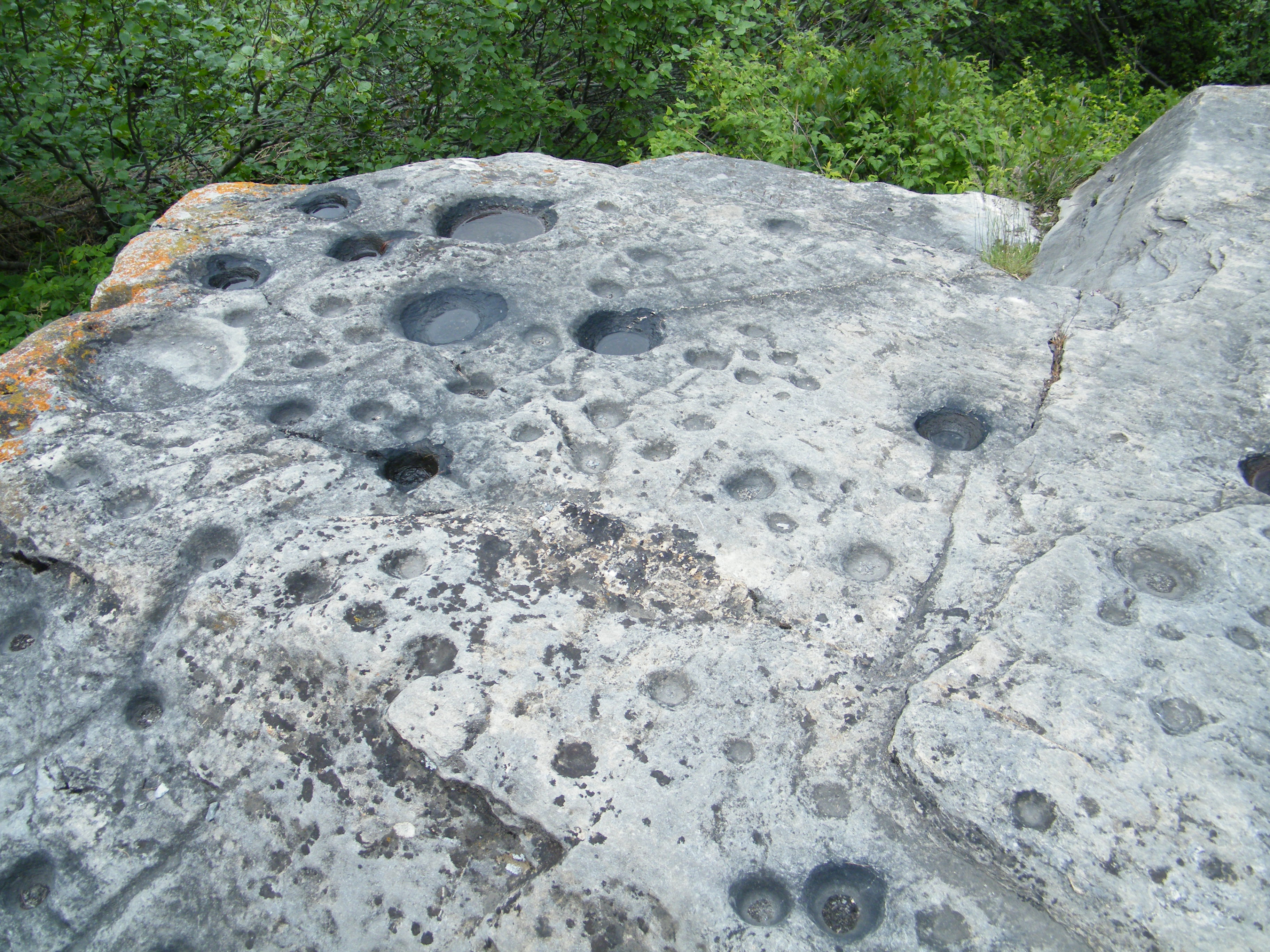
Pierre de Chantelouve.

### Tourisme
- Roches d'escalade : rocher du Chatel (rocher des Sarrasins) ; rochers de la Madeleine ; dalle du Mollard ; paroi des guides.

En 2017, la commune est labellisée « Station verte ».

### Personnalités liées à la commune
- Sébastien Turbil (XVe siècle), rescapé de la peste qui frappe de le village en invoquant saint Sébastien. Sauvé, il fait construire la chapelle Saint-Sébastien[18].
- Docteur Balthazard Claraz, né à Lanslevillard le 6 mars 1763. Médecin honoraire des papes Pie VII et Grégoire XVI et de la cour de Rome[19]. Chevalier de l'ordre pontifical de Saint-Grégoire-le-Grand. Officier de santé des troupes impériales à l'hospice du Mont Cenis en 1812. Il fut le médecin chirurgien du pape Pie VII pendant les deux premiers mois de sa captivité au château de Fontainebleau[20].